# 福岡県道・熊本県道5号大牟田南関線
福岡県道・熊本県道5号大牟田南関線（ふくおかけんどう・くまもとけんどう5ごうおおむたなんかんせん）は、福岡県大牟田市から熊本県玉名郡南関町に至る県道（主要地方道）である。

## 概要
福岡県大牟田市東新町2丁目から熊本県玉名郡南関町大字関外目に至る。
起点から大牟田市三池地区までは片側1 - 2車線が確保され歩道も整備されているが、三池地区から熊本県境（八角目峠）にかけては狭隘な区間が続く。特に三池公園から八角目峠の区間は急カーブも随所にあり、非常に運転しづらい区間である。一方、八角目峠を越えて玉名郡南関町内に入るとなだらかな坂道となり、片側1車線が確保されている区間も多い。
大牟田市中心部から南関町に向かう場合、同県道を通町二丁目交差点まで走行した後、市道を経て熊本県道・福岡県道10号南関大牟田北線へと迂回するのが一般的である。大牟田市と玉名郡南関町を結ぶ西鉄バス大牟田の路線バスや、南関ICを経由する西鉄バス大牟田の高速バス荒尾・大牟田 - 福岡空港線（現在運行休止中）もこの経路をとる。

### 路線データ
- 起点：福岡県大牟田市東新町2丁目（東新町2丁目交差点、国道208号交点）
- 終点：熊本県玉名郡南関町大字関外目（南関町関外目交差点、熊本県道・福岡県道10号南関大牟田北線交点、九州自動車道 南関IC）

## 歴史
- 1954年（昭和29年） - 建設省告示により、主要地方道大牟田山鹿線として指定される。
- 1955年（昭和30年）
  - 前年の主要地方道指定に伴い、熊本県告示により、熊本県内区間が熊本県道大牟田山鹿線として路線認定される（当時の整理番号は2）。
  - 福岡県内区間が福岡県道大牟田山鹿線として路線認定される（当時の整理番号は12）。
- 1970年（昭和45年） - 1972年（昭和47年）頃 - 熊本県内区間の整理番号が5に変更される。
- 1973年（昭和48年）3月1日 - 福岡県告示により、福岡県内区間の整理番号が5に変更され、福岡県道・熊本県道5号大牟田山鹿線として統一される。
- 1981年（昭和56年） - 建設省告示により、玉名郡南関町関町 - 山鹿市の区間が国道443号に指定される。
- 1982年（昭和57年）
  - 前年の国道指定に伴い、大牟田山鹿線の路線が短縮され、主要地方道大牟田南関線として指定される。
  - 福岡県・熊本県それぞれの告示により、1983年（昭和58年）2月までに福岡県道・熊本県道5号大牟田南関線が路線認定される（大牟田山鹿線は廃止）。
- 1993年（平成5年）5月11日 - 建設省から、県道大牟田南関線が大牟田南関線として主要地方道に再指定される[1]。
- 2008年（平成20年）3月31日 - 玉名郡南関町大字関下から九州自動車道南関ICに直結するバイパス（支線）が開通する。
- 2011年（平成23年）4月1日 - 玉名郡南関町大字関下 - 関町の区間（旧道）が熊本県道29号荒尾南関線に移管され、バイパス（支線）が本線となる。

## 路線状況

### 重複区間
- 福岡県道93号大牟田高田線（福岡県大牟田市大字新町 - 大牟田市大字三池）
- 熊本県道29号荒尾南関線（熊本県玉名郡南関町大字久重 - 玉名郡南関町大字関下）

### 道路施設

#### 橋梁
- 福岡県
  - 御幸返橋（堂面川、大牟田市）

## 地理

### 通過する自治体
- 福岡県
  - 大牟田市
- 熊本県
  - 玉名郡南関町

### 交差する道路
| 交差する道路                                         | 都道府県名 | 市町村名 | 市町村名 | 交差する場所 | 交差する場所                        |
| ---------------------------------------------------- | ---------- | -------- | -------- | ------------ | ----------------------------------- |
| 国道208号 国道209号 重複                             | 福岡県     | 大牟田市 | 大牟田市 | 東新町2丁目  | 東新町2丁目交差点 / 起点            |
| 福岡県道93号大牟田高田線 重複区間起点                | 福岡県     | 大牟田市 | 大牟田市 | 大字新町     |                                     |
| 福岡県道93号大牟田高田線 重複区間終点                | 福岡県     | 大牟田市 | 大牟田市 | 大字三池     |                                     |
| 熊本県道29号荒尾南関線 重複区間起点                  | 熊本県     | 玉名郡   | 南関町   | 大字久重     |                                     |
| 熊本県道29号荒尾南関線 重複区間終点                  | 熊本県     | 玉名郡   | 南関町   | 大字関下     |                                     |
| E3 九州自動車道 熊本県道・福岡県道10号南関大牟田北線 | 熊本県     | 玉名郡   | 南関町   | 大字関外目   | 南関町関外目交差点 12 南関IC / 終点 |

### 交差する鉄道
- 九州新幹線

### 沿線
- ゆめタウン大牟田
- 鳥塚公園
- 三池郵便局
- 三池公園
- 大間山
- 南関ホタルの里
- セキアヒルズ